# Кукавка (Мурованокуриловецкий район)
Кукавка (укр. Кукавка) — посёлок, входит в Мурованокуриловецкий район Винницкой области Украины.
Население по переписи 2001 года составляло 22 человека. Почтовый индекс — 23451. Телефонный код — 4356. Занимает площадь 0,131 км². Код КОАТУУ — 522884603.

## Местный совет
23450, Вінницька обл., Мурованокуриловецький р-н, с. Немерче, вул. Центральна, 1